# Балахаури
Балахаури (груз. ბალახაური, азерб. Sayalıoğlu) — село Болнисского муниципалитета, края Квемо-Картли республики Грузия со 100 %-ным азербайджанским населением. Находится в юго-восточной части Грузии, на территории исторической области Борчалы.

## История
В 1990—1991 годах, в результате изменения руководством Грузии исторических топонимов населённых пунктов этнических меньшинств в регионе, название села Сайалыоглу («азерб. Sayalıoğlu») было изменено на его нынешнее название - Балахаури. Более распространено второе название села - Сисгала («азерб. Sisqala»).

## География
Граничит с городом Болниси, селами Ратевани, Акаурта, Мцкнети, Самтредо и Рачисубани Болнисского Муниципалитета, а также селами Дагети, Мухати, Самшвилде, Квемо-Ахалшени и Земо-Ахалшени Тетрицкаройского муниципалитета.

## Население
По данным Государственного статистического комитета Грузии, согласно официальной переписи 2002 года, численность населения села Балахаури составляет 502 человека и на 100 % состоит из азербайджанцев.

## Экономика
Население в основном занимается овцеводством, скотоводством и овощеводством.

## Достопримечательности
- Мечеть
- Средняя школа. Была построена в 1930 году.